# يوكا نومورا
يوكا نومورا (بالكانا:のむら ゆうか) هي ممثلة يابانية، ولدت في 20 مارس 1984 بيوكوهاما في اليابان.

## وصلات خارجية
- يوكا نومورا على موقع IMDb (الإنجليزية)
- يوكا نومورا على موقع ميوزك برينز (الإنجليزية)
- يوكا نومورا على موقع قاعدة بيانات الفيلم (الإنجليزية)